# Distrikt Mara
Der Distrikt Mara liegt in der Provinz Cotabambas in der Region Apurímac in Südzentral-Peru. Der Distrikt wurde am 2. Januar 1857 gegründet. Am 18. November 1994 wurde der westliche Teil herausgelöst und bildet seither den neu gegründeten Distrikt Challhuahuacho.
Der Distrikt Mara hat eine Fläche von 222 km². Beim Zensus 2017 wurden 5848 Einwohner gezählt. Im Jahr 2007 lag die Einwohnerzahl bei 6141. Sitz der Distriktverwaltung ist die 3770 m hoch gelegene Ortschaft Mara mit 1146 Einwohnern (Stand 2017). Mara liegt 17 km südsüdöstlich der Provinzhauptstadt Tambobamba.

## Geographische Lage
Der Distrikt Mara liegt im Andenhochland im Osten der Provinz Cotabambas. Der Distrikt liegt zwischen den Flussläufen von Río Punanqui im Westen und Río Santo Tomás im Osten.
Der Distrikt Mara grenzt im Süden an den Distrikt Haquira, im Südwesten an den Distrikt Challhuahuacho, im Nordwesten an den Distrikt Tambobamba, im Nordosten an den Distrikt Ccapi (Provinz Paruro) sowie im Südosten an den Distrikt Capacmarca (Provinz Chumbivilcas).

## Ortschaften im Distrikt
Neben dem Hauptort Mara gibt es folgende größere Ortschaften im Distrikt:
- Pisaccasa (389 Einwohner)
- Pitic (264 Einwohner)
- Yuricancha (234 Einwohner)